# Tréhet
Tréhet is een plaats en voormalige gemeente in het Franse departement Loir-et-Cher (regio Centre-Val de Loire) en telt 107 inwoners (2009). De plaats maakt deel uit van het arrondissement Vendôme. Tréhet is op 1 januari 2019 gefuseerd met de gemeente Couture-sur-Loir tot de gemeente Vallée-de-Ronsard. 

## Geografie
De oppervlakte van Tréhet bedraagt 5,6 km², de bevolkingsdichtheid is dus 19,1 inwoners per km².
Het dorpje ligt ongeveer 2 kilometer ten zuiden van Ruillé-sur-Loir in het departement Sarthe.
De onderstaande kaart toont de ligging van Tréhet met de belangrijkste infrastructuur en aangrenzende gemeenten.

## Demografie
Onderstaande figuur toont het verloop van het inwonertal (bron: INSEE-tellingen).